# Kawakami Sumio

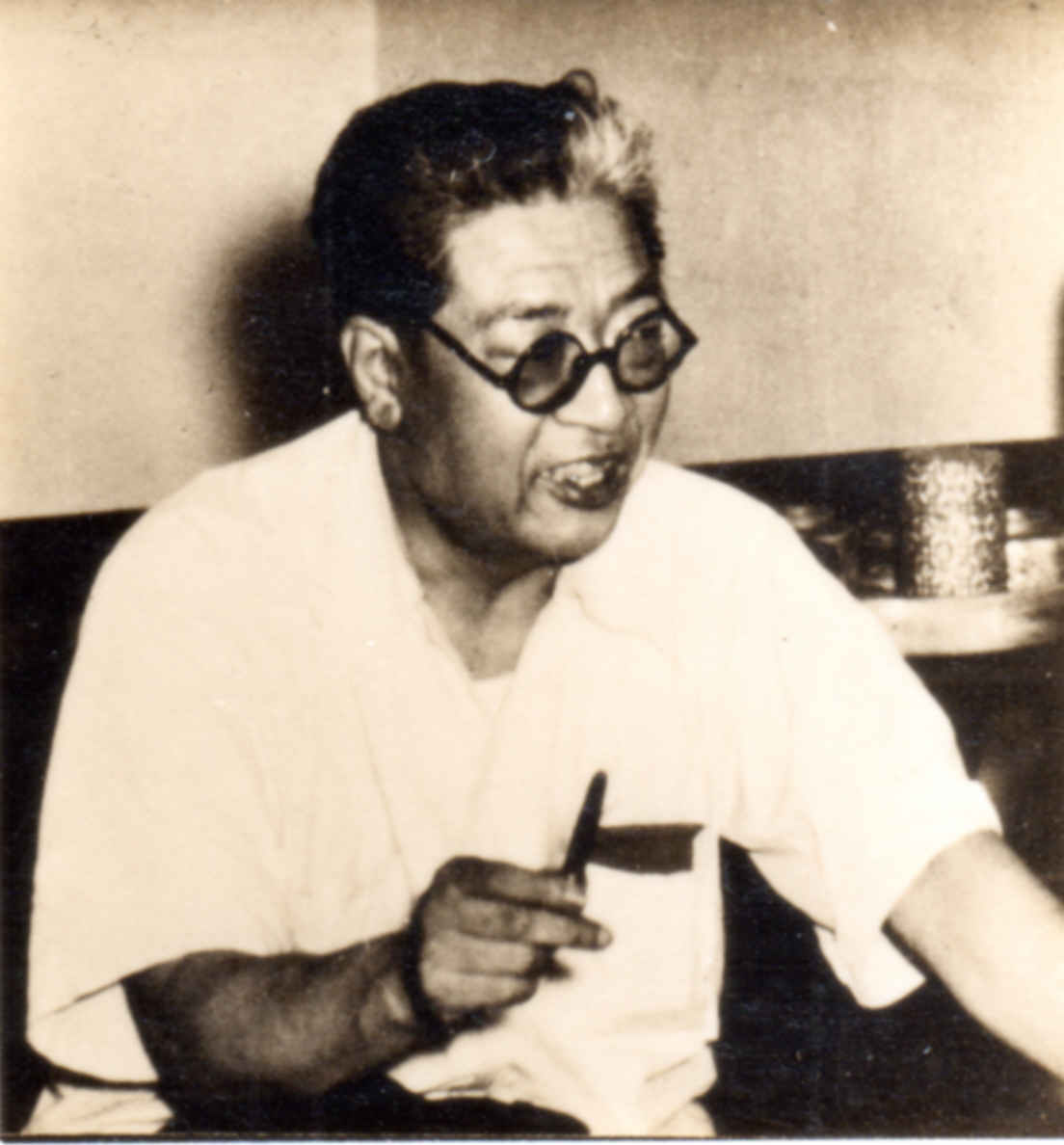
Kawakami Sumio

Kawakami Sumio (japanisch 川上 澄生; geboren 10. April 1895 in Yokohama (Präfektur Kanagawa); gestorben 1. September 1972 in Utsunomiya, Präfektur Tochigi) war ein japanischer Holzschnittkünstler.

## Leben und Wirken
Kawakami Sumio wuchs in Tokio auf und begann sich während seines Studiums in Aoyama-Gakuin-Universität für Holzschnitte zu interessieren, als er Klassenkamerad des ältesten Sohnes des Holzschnittkünstlers Gōda Kiyoshi wurde. Er besuchte 1917 Kanada, reiste nach Seattle und Alaska und kehrte ein Jahr später nach Japan zurück.
1921 wurde Kawakami Englischlehrer an der „Utsunomiya Junior High School“ (宇都宮中学校) und begann sich mit dem Druck von Holzschnitten zu befassen. 1926 machte er mit „Shoka no kaze“ (初夏の風) – „Wind zu Frühlingsbeginn“ auf sich aufmerksam. 1927 veröffentlichte er seine Holzschnittsammlung „Aohige“ (青髭) – „Blaubart“. Zusammen mit Onchi Kōshirō und anderen setzte er sich für das aus Europa übernommene Prinzip „Selbst gemalt, Selbst geschnitzt  und selbst gedruckt“, also für den „kreativer Druck“ (創作版画, Sōsaku hanga), ein.
Bekannt wurde Kawakami mit seinen Holzschnitte mit Themen zur „Bummei kaika“ (文明開化), also zur „Kulturerneuerung“ nach westlichem Vorbild während der Meiji-Zeit, sowie mit seinen Werken zu den „Rothaarigen Barbaren aus dem Süden“ (南蛮紅毛, Nanban kōmō), womit die frühen Europäer in Japan gemeint sind. 1928 Jahre wurde er Mitglied der „Japan Creative Print Association“ (日本創作版画協会, Nihon sōsaku hanga kyōkai), 1931 Jahre Gründungsmitglied der „Japan Print Association“ (日本版画協会, Nihon hanga kyōkai), 1942 Mitglied der „Kokugakai“ (国画会). Auch im Bereich der Kinderliteratur gibt es neben der Präsentation von Kinderliedern zu „Akai Tori“ (赤い鳥) weitere Werke wie „Die Geschichte vom Hasen und der Wildkatze“ (兎と山猫の話, Usagi to yamaneko no hanashi).
1992 wurde das „Kunstmuseum Kawakami Sumio“ in Kanuma in der Präfektur Tochigi eröffnet. 1996 wurde die „Sumio Kawakami Unpublished Taishō Poetry Collection“ (川上澄生 未刊行 大正詩集) mit 294 Gedichten veröffentlicht.
Die Präfektur Tochigi ehrte Kawakami als „Person mit besonderen kulturellen Verdiensten“.

## Weblink (Bilder)
- Kawakami Kunstmuseum in Kanuma